# Ворута
Ворута (лит. Voruta) — згадуваний в історичних документах замок, відомий тим, що на його території в 1251 році тоді ще майбутній король Литви Міндаугас зміг оборонитися від литовського князя, який намагався відібрати в нього владу.
Частина істориків Воруту вважають однією з найважливіших резиденцій короля Литви.
Існує безліч гіпотез про місце знаходження міста. Незважаючи на невизначеність, концепція Ворути як столиці досить популярна в Литві.

## Місцезнаходження
Проблема локалізації Ворутського замку Міндовга вже довгий час обговорюється в історіографії. Вже запропоновано не менше шістнадцяти версій, але велика частина з них є або недостатньо обґрунтованими, або очевидно хибними. Навіть авторитетні історики помилково вважали, що Ворута була столицею Міндовга й ототожнювали її з іншими місцевостями, як це передбачено в джерелах ХІІІ століття.
Насправді про Воруту є лише одна писемна згадка під 1251 роком: це був замок, де Міндовг захищався від Товтивіла, який нападав на нього з Жемайтії.
Останнім часом зріс інтерес до гіпотези локалізації Ворути у Шеймінішкельскому городищі у Анікщяй (висунутої Едуардасом Вольтерісом в 1935 р).
За даними археологічних досліджень Шеймінішкельске городище було одним з найбільших серед городищ Східної Литви. Це був замок, побудований на раніше не жилому місці в середині 13 століття (напевно під час боротьби між Міндовґом і Лівонським орденом). У 14 столітті замок був швидше за все покинутий; в кінці 14 і першій половині 15 ст. він використовувався в останній раз.

## Історія Ворути
В історії Литви ім'я Ворути має особливе значення — це єдиний відомий замок короля Литви Міндовга (1238—1263). У 1251 Міндаугас хрестився і отримав підтримку Лівонського ордену в міжусобній війні. 17 липня 1251 г. Папа Іннокентій IV наказав коронувати Міндовга королем Литви. В той самий час Міндаугас, який сховався в замку Ворута, відбив атаку своїх ворогів і 1253 р. коронувався королем Литви.
Археологічні дослідження Шеймінішкельского городища 1990—2001 рр. підтвердили ідею, що воно пов'язане з Ворутою. Сьогодні це найбільш широко досліджене городище Литви.
На майданчику городища розкопана загальна площа в 1821 кв. м, знайдено понад 190 індивідуальних виробів, 1800 фрагментів кераміки, 56 стовпових ям, 7 печей, а також останки згорілих дерев'яних укріплень.
Матеріали пов'язані з двома різними періодами використання городища — з другою половиною XIII в. і кінцем XIV — початком XV ст. Культурні шари замку часів Міндовга значно пошкоджені під час пізніших реконструкцій і представлені в основному випадковими знахідками.
Сам замок був побудований в раніше безлюдному місці, на мисі між двома струмочками. Від назви більшого потічка — Варяліс — походить і назва замку.
У XIV ст. боротьба литовців з Орденом перенеслася в прикордонні території з Пруссією. Загроза з боку Лівонії стала другорядною проблемою, після чого Ворута була закинута на деякий час. Вона була відбудована мабуть в кінці XIV ст., коли йшли приготування до вирішальної сутички з Тевтонським Орденом. У першій половині XV ст. маєток государя було перенесено з замку в Анікщяй, який в перший раз згаданий в 1440 р.

## Побут жителів замку
На другому етапі існування замку городище отримало вигляд, близький до сучасного. Замок був розділений на сектори. Двір замку був забудований дерев'яними приміщеннями. Внутрішня перегородка розділяла двір на дві частини — господарську і репрезентативну.

## Відкриття Ворути
У пошуках Ворутского замку з кінця XIX ст. до наших днів було запропоновано не менше 16 місць в Литві і Білорусі. Пошуки не були вдалими, тому що найчастіше за основу бралися топоніми лише дуже поверхово нагадують назву Ворути. Однак гіпотеза, що Воруту слід шукати в Анікщяйскому краї, висунута філологами Едуардас Вольтерісом (1856—1941) і Казімєраса Бугою (1879—1924) в 1909 р.
Поштовх до конкретної локалізації Ворути дав письменник Антанас Венуоліс-Жукаускас (1882—1957), який знав Шеймінішкельское городище — гору Варуте — з дитинства. Едуардас Вольтеріс в 1935 р оглянув городище і підтвердив, що це — Ворута. Відкриття викликало великий інтерес у суспільстві.

## Проект будівництва дерев'яного замку
Нова хвиля інтересу до Ворути піднялася в 1988 р, були організовані добровільні роботи по приведенню городища в порядок. У 1990 р почалися археологічні дослідження. У 1997 р. висунуто ідею побудувати дерев'яний замок на Шеймінішкельском городище, яка привернула увагу суспільства. При підготовці до здійснення цієї ідеї було вирішено досліджувати всю площу городища.
26 лютого 1999 року в Міністерстві культури Литовської Республіки було підписано декларацію з приводу будівництва на Шеймінішкельскому городищі дерев'яного замку, який повинен стати туристичним об'єктом.
6 липня 2001 міст був відкритий міст через річку Варяліс. Міст в Ворутскій замок є символічним мостом в майбутнє держави, де шанобливе минуле займе своє гідне місце.
В 2004 році Рада самоврядування району і Всесвітнього товариства уродженців Анікщяй підписали декларацію про будівництво замку. Його передбачає і стратегічний план розвитку Анікщяйского району.
Повідомляється (2016 рік), що на будівництво копії замку Ворута планується витратити близько мільйона євро. Фортеця короля Міндовга буде відбудована в перебігу чотирьох років, а весь проект має на увазі в собі спорудження цілого історичного комплексу.